# Hikounin Sentai Akibaranger
Hikounin Sentai Akibaranger (非公認戦隊アキバレンジャー, Hikōnin Sentai Akibarenjā, "Onofficiële Sentai Akibaranger") is een Japanse tokusatsu komedie in de Super Sentai Series. Het maakt echter geen deel uit van de officiële bezetting in Toei Company's Super Sentai Series, waar de huidige serie Tokumei Sentai Go-Busters betreft. Het zal een parodie zijn op de franchise, en hoofdzakelijk gericht op volwassenen die als kind zijn opgegroeid met de originele series. De show zal worden uitgezonden op BS Asahi vanaf 6 april 2012, en Tokyo MX vanaf 9 april 2012.

## Verhaal
Wanneer het kwaad Akihabara bedreigt, worden drie elektronica-geeks uitverkoren door een schone wetenschapster, die hen de technologie geeft om het kwaad te bestrijden.

## Personages

### Akibarangers
De Akibarangers bestaan uit drie otakus afkomstig uit het Akihabara district van Tokio, die speciale technologie ontvangen van een wetenschapster om het kwaad te bestrijden.
- Nobuo Akagi (赤木 信夫, Akagi Nobuo)/Akiba Rood (アキバレッド, Akiba Reddo): Nobuo is een gemiddelde 29-jarige die als koerier werkt voor Sasaki Pom Poko Delivery (佐々木ポンポコデリバリー, Sasaki Pon Poko Deribarī). Hij houdt van de Super Sentai Series en bewijst een groot inzicht te hebben in de series, wat regelmatig leidt tot waanvoorstellingen waarin hij de held speelt. Ook heeft hij een interesse voor de anime show Nijiyome Academy Z-Cune Aoi (にじよめ学園　ズキューーン葵, Nijiyome Gakuen Zukyūn Aoi).[1]
- Mizuki Aoyagi (青柳 美月, Aoyagi Mizuki)/Akiba Blauw (アキバブルー, Akiba Burū): Mizuki is een befaamd vechtsporter die een Akibaranger werd enkel om sterker te worden. Ze is een erg serieus persoon, die een heimelijk passie heeft voor Z-Cune Aoi. Mizuki voelt zich heel ongemakkelijk wanneer van haar verwacht wordt Nobuo's bevelen op te volgen, zoals het poseren of elkaar aanspreken bij hun kleur in plaats van hun namen.[1]
- Yumeria Moegi (萌黄 ゆめりあ, Moegi Yumeria)/Akiba Geel (アキバイエロー, Akiba Ierō): Yumeria is een jonge vrouw van in de twintig, die houdt van cosplay. Alhoewel zij zich gedraagt als een kind, is zij overdag een kantoormedewerkster. Yumeria staat er ook om bekend dat zij haar eigen doujin manga tekent, die zij probeert te verkopen bij Comiket. Ook bewijst zij regelematig groot inzicht te hebben in de Super Sentai, echter niet zo groot as Nobuo.[1]

De Akibarangers nemen hun gevechts vorm aan met behulp van hun MMZ-01 (モエモエズキューン, Moe Moe Zukyūn, Moe Moe Z-Cune), een pop-gelijkend object dat tranformeerd in de Akibarangers voornaamste vuurwapen. De Akibarangers rijden in een rode itasha auto, Machine Itassher (マシンイタッシャー, Mashin Itasshā), die in een gigantische robot kan transformeren genaamd Itassher Robo (イタッシャーロボ, Itasshā Robo).

### Kwaad Justitiële Fractie Stema Corporation
Het Kwaad Justitiële Fractie Stema Corporation (邪団法人ステマ乙, Ja Dan Houjin Sutema Otsu) zijn de voornaamste antagonisten in de serie.
- Maruseena (マルシーナ, Marushīna): Maruseena is de Stema Corporation hoofd van herinrichting, die van plan is Akihabara over te nemen. Nobuo ziet haar als de ideale vijand.[1]
- Shatieeks (シャチーク, Shachīku): De Shatieeks zijn de Stema Corporation's loonlijst voetvolk.

### Overige
- Hiroyo Hakase (葉加瀬 博世, Hakase Hiroyo): Hiroyo is eigenares van het Sentai Café Café Himitsukichi (喫茶　ひみつきち, Kissa Himitsukichi, "Secret Base Café") in Akihabara. Zij gaf de Akibarangers hun technologie, en fungeert als hun leider.[1]
- Kozkoz Mita (三田 こずこず, Mita Kozukozu): Kozkoz is een dienstmeisje in Café Himitsukichi. Zij helpt Hiroyo ongeacht de hulp het betreft, en verkleedt zich als eerdere Super Sentai heldinnen.
- Sayaka Honiden (本位田 さやか, Hon'iden Sayaka): Sayaka is een medewerkster bij uitgeverij Nine Watt Publishing (ナインワット出版, Nain Watto Shuppon). Zij wordt heimelijk begeert door Nobuo, die zijn fanboy driften voor haar verbergt.
- Aoi (葵): Aoi is de hoofdpersonage van de populaire anime Nijiyome Academy Z-Cune Aoi, haar vormgeving werd gebruikt als de basis voor MMZ-01.

## Rolverdeling
- Nobuo Akagi: Masato Wada (和田 正人, Wada Masato)
- Mizuki Aoyagi: Kyoko Hinami (日南 響子, Hinami Kyōko)
- Yumeria Moegi: Karin Ogino (荻野 可鈴, Ogino Karin)
- Hiroyo Hakase: Maaya Uchida (内田 真礼, Uchida Maaya)
- Kozkoz Mita: Kozue Aikawa (愛川 こずえ, Aikawa Kozue)
- Maruseena: Honoka (穂花)
- Sayaka Honiden: Miiko Morita (森田 美位子, Morita Miiko)

### Gastoptredens
- Banban "Ban" Akaza: Ryuji Sainei (載寧 龍二, Sainei Ryūji, 2)

## Staf
- Personage ontwerp: Keiichi Sato (さとう けいいち, Satō Keiichi)[3]

## Titelsongs
Opening
- "Hikounin Sentai Akibaranger" (非公認戦隊アキバレンジャー, Hikōnin Sentai Akibarenjā)
  - Tekst & compositie: Haruko Momoi
  - Arrangement: Hiroaki Kagoshima
  - Artiest: Haruko Momoi feat. Yukio Yamagata

Einde
- "Ashita wa Akiba no Kaze ga Fuku" (明日はアキバの風が吹く, "Akiba's Wind Zal Morgen Blazen")
  - Tekst: Mike Sugiyama
  - Compositie: EFY
  - Arrangement: Makoto Miyazaki
  - Artiest: Nobuo Akagi (Masato Wada)